# Michael Valente
Michael Valente, nato Michele Valente (Sant'Apollinare, 5 febbraio 1895 – 10 gennaio 1976), fu un militare statunitense d'origine italiana, secondo cittadino italiano a ricevere la Medal of Honor, la più alta onorificenza militare degli Stati Uniti, per il coraggio dimostrato in una battaglia della prima guerra mondiale.
Nato il 5 febbraio 1895, a Sant'Apollinare, Italia, Valente emigrò negli Stati Uniti e si unì all'esercito di Ogdensburg, New York. Il 29 settembre 1918, era in servizio in Francia come soldato con la compagnia D del 107º Reggimento Fanteria, 27ª Divisione. In quel giorno, la sua unità stava partecipando ad un assalto alla linea Hindenburg est di Ronssoy quando fu assalita con spari di mitragliatrice. In quel preciso momento, Valente e un altro uomo attaccarono una trincea. Uccisero cinque tedeschi e catturarono 21 soldati tedeschi prima di essere feriti. Per queste azioni, gli è stata conferita la Medal of Honor un decennio più tardi, nel 1929.
Valente è sepolto al cimitero nazionale di Long Island a Farmingdale, New York.